# زیردریایی یو-۳۳۷
زیردریایی یو-۳۳۷ (به انگلیسی: German submarine U-337) یک زیردریایی بود که طول آن ۶۷٫۱ متر (۲۲۰ فوت ۲ اینچ) بود. این زیردریایی در سال ۱۹۴۲ ساخته شد.